# Mariama Kamaka
Mariama Kamaka (Dakar, 13 luglio 1966) è un'ex cestista senegalese.

## Carriera
Con il Senegal ha partecipato ai Campionati mondiali del 1990.